# Delia subvesicata
Delia subvesicata är en tvåvingeart som beskrevs av Griffiths 1991. Delia subvesicata ingår i släktet Delia och familjen blomsterflugor.
Artens utbredningsområde är Montana. Inga underarter finns listade i Catalogue of Life.